# 3872-es busz
A 3872-es jelzésű autóbuszvonal egy Sárospatak és Révleányvár között közlekedő helyközi járat, amelyet a Volánbusz Zrt. üzemeltet Pácin és Ricse érintésével.

## Útvonala
Sárospatak vasútállomásról indul. A Bodrog folyót keresztezve hagyja el a várost Tiszacsermely felé. A 3814-es mellékútról hamar letér, Vajdácska irányába kanyarodik. A Bodrogközben haladva éri el a bodroghalmi elágazást, ahová az egyetlen szabadnapi indítás be is tér. Ezt követi Karos, majd Karcsa település és a szlovák határhoz különösen közel fekvő Pácin, határátkelővel is rendelkezik. A vonal 32. kilométerénél Nagyrozvágy található és a vele összenőtt Kisrozvágy. Ezután Semjénre érkezik, és Ricsére robog tovább. A nagyközséget a vonal vége felé hagyja el, Révleányvár Fő terén végállomásozik.
Ellentétes irányban útvonala változatlan.

## Közlekedése
Indításszáma alacsony, a két település között a hét minden napján egyetlen 3872-es busz közlekedik, eltérő időpontokban. A munkanapinak és a szabadnapinak vasúti (Szerencs/Miskolc/Budapest felé) és autóbuszi (Sátoraljaújhely felé), a munkaszüneti napon indulónak csak vasúti csatlakozása van Sárospatakon. Egyes részei megosztozik a 3875-ös, 3920-as, 3925-ös vonalakéval.
| Útvonal                               | Indításszám | Közlekedési rend     |
| ------------------------------------- | ----------- | -------------------- |
| Sárospatak, vá. ➝ Révleányvár, Fő tér | 1 oda       | szabadnapokon        |
| Sárospatak, vá. ➝ Révleányvár, Fő tér | 1 oda       | munkaszüneti napokon |
| Révleányvár, Fő tér ➝ Sárospatak, vá. | 1 oda       | munkanapokon         |

## Megállóhelyei
| 0                               | Sárospatak, vasútállomás végállomás | 0.0 km  | 1449 3729, 3869, 3870, 3871, 3873, 3875, 3878, 3879, 3880, 3881, 3882, 3883, 3884, 3885, 3886, 3888, 3889, 3930 Füzér InterCity, Zemplén InterCity, személyvonat – Sárospatak [80.] |
| 1                               | Sárospatak, Bodrog Áruház           | 0.9 km  | 1449 3729, 3869, 3873, 3875, 3878, 3879, 3880, 3881, 3882, 3883, 3884, 3885, 3886, 3888, 3889, 3923                                                                                 |
| 2                               | Sárospatak, téglagyár               | 2.6 km  | 3873, 3875, 3878, 3879, 3880, 3888, 3923 |
| 3                               | Halászhomoki elágazás               | 4.7 km  | 3873, 3875, 3878, 3879, 3880, 3888, 3923 |
| 4                               | Halászhomok, autóbusz-váróterem     | 5.9 km  | 3873, 3875, 3880 |
| 5                               | Vajdácska, autóbusz-váróterem       | 8.6 km  | 3873, 3875, 3880 |
| 6                               | Vajdácska, községháza               | 9.3 km  | 3873, 3875 |
| 7                               | Vajdácska, Petőfi utca 2.           | 9.9 km  | 3873, 3875 |
| 8                               | Bodroghalmi elágazás                | 13.6 km | 3873, 3875, 3920, 3923, 3924, 3925 |
| Szabadnapokon 1 indítás érinti. |                                     |         | |
| ∫                               | Bodroghalom, felső                  | ∫       | 3873, 3875, 3920, 3923, 3925 |
| ∫                               | Bodroghalom, temető                 | ∫       | 3873, 3875, 3920, 3923, 3925 |
| ∫                               | Bodroghalom, községháza             | ∫       | 3873, 3875, 3920, 3923, 3925 |
| ∫                               | Bodroghalom, Szabadság utca 45.     | ∫       | 3873, 3875, 3920, 3923, 3925 |
| ∫                               | Bodroghalom, alsó                   | ∫       | 3873, 3875, 3920, 3923, 3925 |
| ∫                               | Bodroghalom, Szabadság utca 45.     | ∫       | 3873, 3875, 3920, 3923, 3925 |
| ∫                               | Bodroghalom, községháza             | ∫       | 3873, 3875, 3920, 3923, 3925 |
| ∫                               | Bodroghalom, temető                 | ∫       | 3873, 3875, 3920, 3923, 3925 |
| ∫                               | Bodroghalom, felső                  | ∫       | 3873, 3875, 3920, 3923, 3925 |
| 8                               | Bodroghalmi elágazás                | 13.6 km | 3873, 3875, 3920, 3923, 3924, 3925 |
| 9                               | Karos, nemzeti emlékpark            | 14.4 km | 3873, 3920, 3923, 3924, 3925 |
| 10                              | Karos, autóbusz-váróterem           | 15.9 km | 3873, 3920, 3923, 3924, 3925 |
| 11                              | Karos, felső bejárati út            | 16.7 km | 3873, 3920, 3923, 3924, 3925 |
| 12                              | Becskedtanya                        | 19.2 km | 3873, 3920, 3923, 3924, 3925 |
| 13                              | Karcsa, takarékszövetkezet          | 20.6 km | 3873, 3920, 3923, 3924, 3925 |
| 14                              | Karcsa, községháza                  | 21.1 km | 3873, 3920, 3923, 3924, 3925 |
| 15                              | Karcsa, Kossuth utca                | 21.9 km | 3873, 3920, 3923, 3924, 3925 |
| 16                              | Pácin, Köböltó utca 14.             | 24.2 km | 3873, 3920, 3923, 3924, 3925 |
| 17                              | Pácin, várkastély                   | 24.8 km | 3873, 3920, 3923, 3924, 3925 |
| 18                              | Pácin, posta                        | 25.6 km | 3873, 3920, 3923, 3924, 3925 |
| 19                              | Pácin, Mogyorósi utca               | 26.7 km | 3873, 3920, 3923, 3924, 3925 |
| 20                              | Cigándi útelágazás                  | 28.6 km | 3873, 3920, 3923, 3924, 3925 |
| 21                              | Kisbelsőtanya                       | 30.5 km | 3873, 3920, 3923, 3924, 3925 |
| 22                              | Nagyrozvágy, autóbusz-váróterem     | 32.2 km | 3873, 3920, 3923, 3924, 3925 |
| 23                              | Nagyrozvágy, községháza             | 32.6 km | 3873, 3920, 3923, 3924, 3925 |
| 24                              | Kisrozvágy, vegyesbolt              | 33.7 km | 3873, 3920, 3923, 3924, 3925 |
| 25                              | Semjén, újfalu                      | 35.9 km | 3873, 3923, 3924, 3925 |
| 26                              | Semjén, Ady Endre utca 16.          | 36.4 km | 3873, 3923, 3924, 3925 |
| 27                              | Semjén, ricsei elágazás             | 37.2 km | 3873, 3877, 3879, 3923, 3924, 3925 |
| 28                              | Semjén, Rákóczi utca 4.             | 37.9 km | 3873, 3877, 3879, 3923, 3924, 3925 |
| 29                              | Ricse, újtelep                      | 38.8 km | 3873, 3877, 3879, 3923, 3924, 3925 |
| 30                              | Ricse, óvoda                        | 39.4 km | 3873, 3877, 3879, 3923, 3924, 3925 |
| 31                              | Ricse, vegyesbolt                   | 40.2 km | 3873, 3877, 3878, 3879, 3887, 3923, 3924, 3925 |
| 32                              | Ricse, szociális otthon             | 40.7 km | 3877, 3878, 3879, 3887, 3923, 3924, 3925 |
| 33                              | Erdészlak bejárati út               | 44.2 km | 3878, 3887, 3924 |
| 34                              | Révleányvár, Fő tér végállomás      | 46.4 km | 3873, 3878, 3879, 3924, 3925 |